# Anthony Miller (giocatore di football americano 1994)
Anthony Miller (Memphis, 9 ottobre 1994) è un giocatore di football americano statunitense che milita nel ruolo di wide receiver per i Baltimore Ravens della National Football League (NFL).

## Carriera

### Chicago Bears
Al college Miller giocò a football con i Memphis Tigers dal 2015 al 2017. Fu scelto nel corso del secondo giro (51º assoluto) del Draft NFL 2018 dai Chicago Bears. Debuttò come professionista subentrando nella gara del primo turno contro i Green Bay Packers e la settimana successiva segnò il suo primo touchdown nella vittoria interna sui Seattle Seahawks su passaggio del quarterback Mitchell Trubisky. La sua stagione da rookie si concluse con 33 ricezioni per 423 yard e 7 touchdown in 15 presenze, 4 delle quali come titolare.
Nella gara del Giorno del Ringraziamento della stagione 2019, Miller ricevette un record in carriera di 140 yard nella vittoria sui Detroit Lions per 24-20.
Nella prima partita della stagione 2020 i Bears rimontarono uno svantaggio di 23-6 contro i Detroit Lions nel quarto periodo con Miller che segnò il touchdown della vittoria per 27-23.

### Houston Texans
Il 26 luglio 2021 Miller fu scambiato con gli Houston Texans per una scelta del settimo giro del Draft 2022.

### Pittsburgh Steelers
Il 12 ottobre 2021 Miller firmò con la squadra di allenamento dei Pittsburgh Steelers.